# 335 (numero)
Trecentotrentacinque (335) è il numero naturale dopo il 334 e prima del 336.

## Proprietà matematiche
- È un numero dispari.
- È un numero composto con 4 divisori: 1, 5, 67, 335. Poiché la somma dei suoi divisori (escluso il numero stesso) è 73 < 335, è un numero difettivo.
- È un numero semiprimo.
- È un numero omirpimes.
- È un numero palindromo nel sistema di numerazione posizionale a base 7 (656).
- È parte delle terne pitagoriche (201, 268, 335), (335, 804, 871), (335, 2232, 2257), (335, 11220, 11225), (335, 56112, 56113).
- È un numero congruente.

## Astronomia
- 335P/Gibbs è una cometa periodica del sistema solare.
- 335 Roberta è un asteroide della fascia principale del sistema solare.

## Astronautica
- Cosmos 335 è un satellite artificiale russo.